# Montanoceratop
El montanoceratop (Montanoceratops, "cara banyuda de Montana") és un gènere de petit dinosaure ceratop que va viure al Cretaci superior (Maastrichtià). Les seves restes fòssils, tal com el seu nom indica, es van trobar a Montana.